# Iwona Łakomska
Iwona Małgorzata Łakomska (ur. 22 kwietnia 1968 w Inowrocławiu) – polska chemik, zajmująca się chemią bionieorganiczną i chemią koordynacyjną.

## Życiorys
W 1986 roku ukończyła I Liceum Ogólnokształcące im Jana Kasprowicza w Inowrocławiu. Następnie podjęła studia na Uniwersytecie Mikołaja Kopernika w Toruniu, które ukończyła w roku 1991. Pracę doktorską zatytułowaną Synteza i badania kompleksów Ag(I) i Au(I) z perfluorowanymi karboksylanami i trzeciorzędowymi fosfinami, obroniła pięć lat później. W 2009 roku uzyskała stopień doktora habilitowanego za pracę pt. Nowe kompleksy Pt(II), Pd(II) i Pt(IV) z analogami zasad purynowych o potencjalnych właściwościach antynowotworowych. Wpływ struktury na aktywność antynowotworową in vitro. W 2018 roku otrzymała tytuł profesora.
W latach 2011–2016 była kierownikiem Interdyscyplinarnych Studiów Doktoranckich Matematyczno-Przyrodniczych, a w latach 2016-2020 pełniła funkcję prodziekana ds. rozwoju i współpracy z zagranicą na Wydziale Chemii UMK. Od września 2020 jest dziekanem Wydziału Chemii UMK.
Odbywała staże naukowe w National Institute of Chemistry w Ljubljanie (1997, 1998), Uniwersytecie w Kopenhadze (1997), Uniwersytecie w Lejdzie (1999, 2002) i Uniwersytecie w Dortmundzie (2006, 2007). Otrzymała stypendium FNP (1998, 2002) oraz DAAD (2007).  W 2008 roku otrzymała stypendium w konkursie Loreal Polska dla Kobiet i Nauki  w kategorii habilitantki.